# Liste der Baudenkmale in Lahn (Hümmling)
In der Liste der Baudenkmale in Lahn sind alle Baudenkmale der niedersächsischen Gemeinde Lahn (Hümmling) aufgelistet. Die Quelle der Baudenkmale ist der Denkmalatlas Niedersachsen. Der Stand der Liste ist der 17. Dezember 2020.

## Allgemein
In den Spalten befinden sich folgende Informationen:
- Lage: die Adresse des Baudenkmales und die geographischen Koordinaten. Kartenansicht, um Koordinaten zu setzen. In der Kartenansicht sind Baudenkmale ohne Koordinaten mit einem roten Marker dargestellt und können in der Karte gesetzt werden. Baudenkmale ohne Bild sind mit einem blauen Marker gekennzeichnet, Baudenkmale mit Bild mit einem grünen Marker.
- Bezeichnung: Bezeichnung des Baudenkmales
- Beschreibung: die Beschreibung des Baudenkmales. Unter § 3 Abs. 2 NDSchG werden Einzeldenkmale und unter § 3 Abs. 3 NDSchG Gruppen baulicher Anlagen und deren Bestandteile ausgewiesen.
- ID: die Objekt-ID des Baudenkmales
- Bild: ein Bild des Baudenkmales, ggf. zusätzlich mit einem Link zu weiteren Fotos des Baudenkmals im Medienarchiv Wikimedia Commons. Wenn man auf das Kamerasymbol klickt, können Fotos zu Baudenkmalen aus dieser Liste hochgeladen werden:

## Lahn

### Einzelbaudenkmale
| Lage                                         | Bezeichnung        | Beschreibung | ID       | Bild |
| -------------------------------------------- | ------------------ | ------------ | -------- | ---- |
| Kuhlmoorstraße 4 52° 48′ 26″ N, 7° 36′ 56″ O | Parallelfirstanbau | Heimathaus   | 35928434 | BW   |
| Kirchstraße 52° 49′ 3″ N, 7° 37′ 5″ O        | Kirche             |              | 35926045 | BW   |
| Wehmer Straße 1 52° 49′ 7″ N, 7° 37′ 3″ O    | Jugendheim         |              | 35928005 | BW   |